# Лако (Месина)
Лако је насеље у Италији у округу Месина, региону Сицилија.
Према процени из 2011. у насељу је живело 65 становника. Насеље се налази на надморској висини од 37 м.